# Frontera entre l'Índia i el Pakistan
La frontera entre l'Índia i Pakistan, coneguda localment com a frontera internacional, és una frontera internacional entre l'Índia i Pakistan que demarca els estats i territoris de l'Índia i les quatre províncies de Pakistan. La frontera va des de la Línia de Control (LoC), que separa el Caixmir controlat per l'Índia del Caixmir controlat per Pakistan, al nord, fins Wagah, que dividia l'estat indi del Panjab de la província pakistanesa del Panjab, a l'est. L'estació de Zero Point separa els estats indis de Gujarat i Rajasthan de la província pakistanesa del Sindh, al sud.
Redactada i creada a partir de la línia Radcliffe en 1947, la frontera, que divideix el Pakistan i l'Índia travessa una varietat de terrenys que van des de zones urbanes principals fins deserts inhòspits. Des del mar d'Aràbia, la frontera naval segueix el curs de l'illa Manora al curs del port de Mumbai, al sud-est. Des de la Partició de l'Índia (vegeu Províncies de l'Índia Britànica), la frontera ha estat lloc de nombrosos conflictes i guerres entre ambdós estats, i és una de les fronteres més complexes del món. La frontera té una longitud total de 2.912 kilòmetres,; també és una de les fronteres més perilloses del món, segons un article escrit a Foreign Policy el 2011. Es pot veure des de l'espai a la nit a causa de les 150.000 llums d'inundació instal·lades per Índia en uns 50 mil pals.

## Història
La línia límit es va establir durant la partició de l'Índia entre els dominis de l'Índia (o "Unió Índia") i el Pakistan, per una comissió fronterera presidida per Cyril Radcliffe (assistida per dos hindús i dos musulmans), aquesta línia també porta el nom de Línia Radcliffe. Fins a 1971, hi havia dues fronteres, l'actual amb Pakistan Occidental i una amb Pakistan Oriental, que es va independitzar aquest any.
Des de la instal·lació de projectors indis sobre territori pakistanès al llarg de la frontera, per tal de facilitar la seva vigilància per evitar "la introducció clandestina d'armes, municions i combatents", aquesta és una de les úniques fronteres nocturnes visibles de l'espai exterior (amb la zona desmilitaritzada de Corea i la frontera entre Sud-àfrica i Zimbàbue).

## El Caixmir

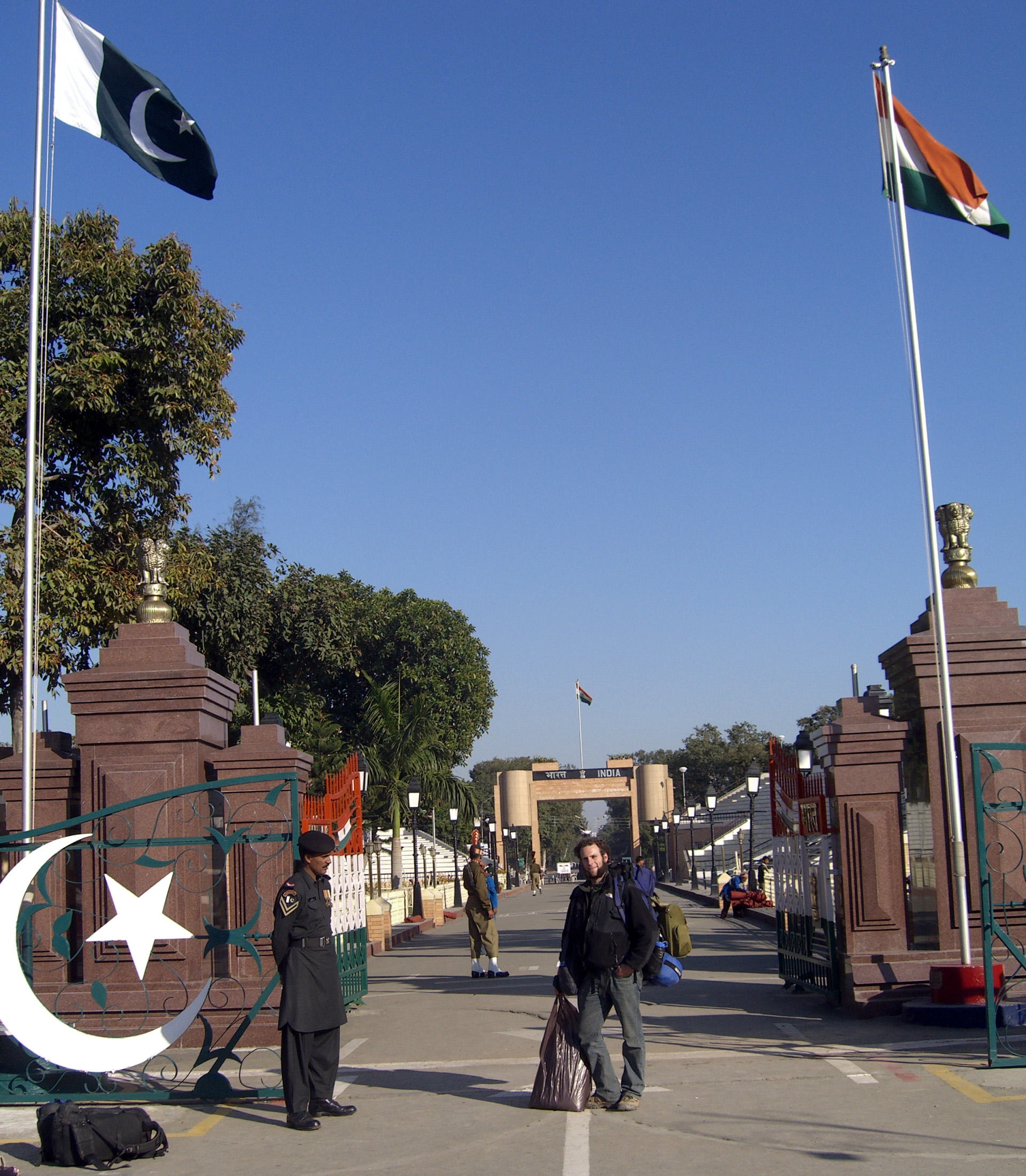
Un turista posant davant el punt de pas de Wagah, al costat pakistanès

Línia fronterera àmpliament controvertida a Caixmir, on l'Índia reclamant la sobirania sobre l'Azad Kashmir i Gilgit-Baltistan actualment sota control pakistanès. Pakistan es considera sobirà per la zona de la glacera de Siachen, controlada per l'Índia des del conflicte de Siachen el 1984.
Per tant, la regió no té cap frontera en el sentit internacional, sinó una línia d'alto el foc, la "Línia de control", a conseqüència de la cessació d'hostilitats després de la guerra indopakistanesa de 1947. Aquesta línia de control es materialitza en gairebé tot el seu recorregut per una doble fila de filferro de pues al voltant d'un camp de mines. Els enfrontaments entre els dos exèrcits són habituals.

## Galeria d'imatges

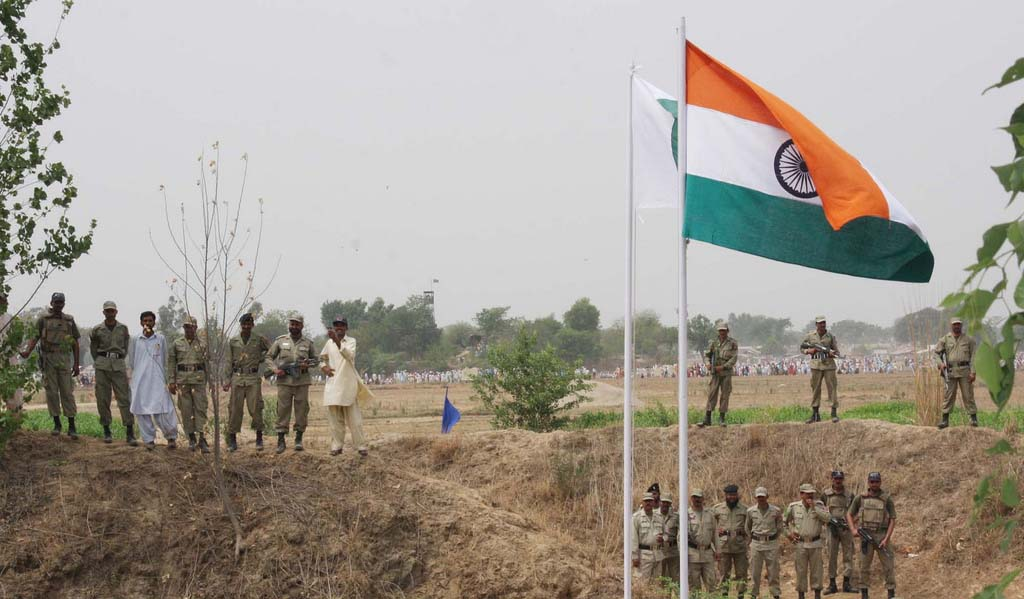
Baba Chamliyal Mela" a 45 km de Jammu
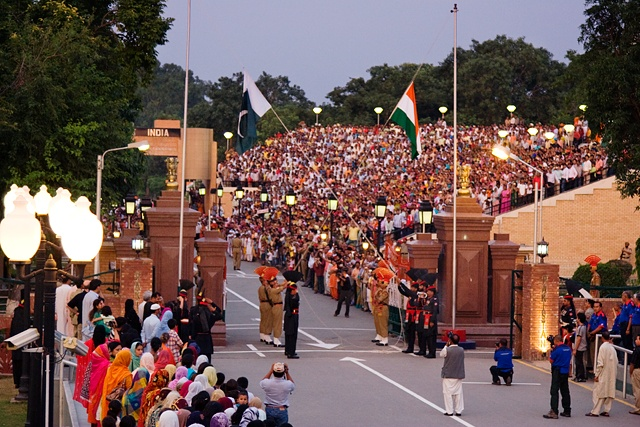
Baixada de bandera a Wagah
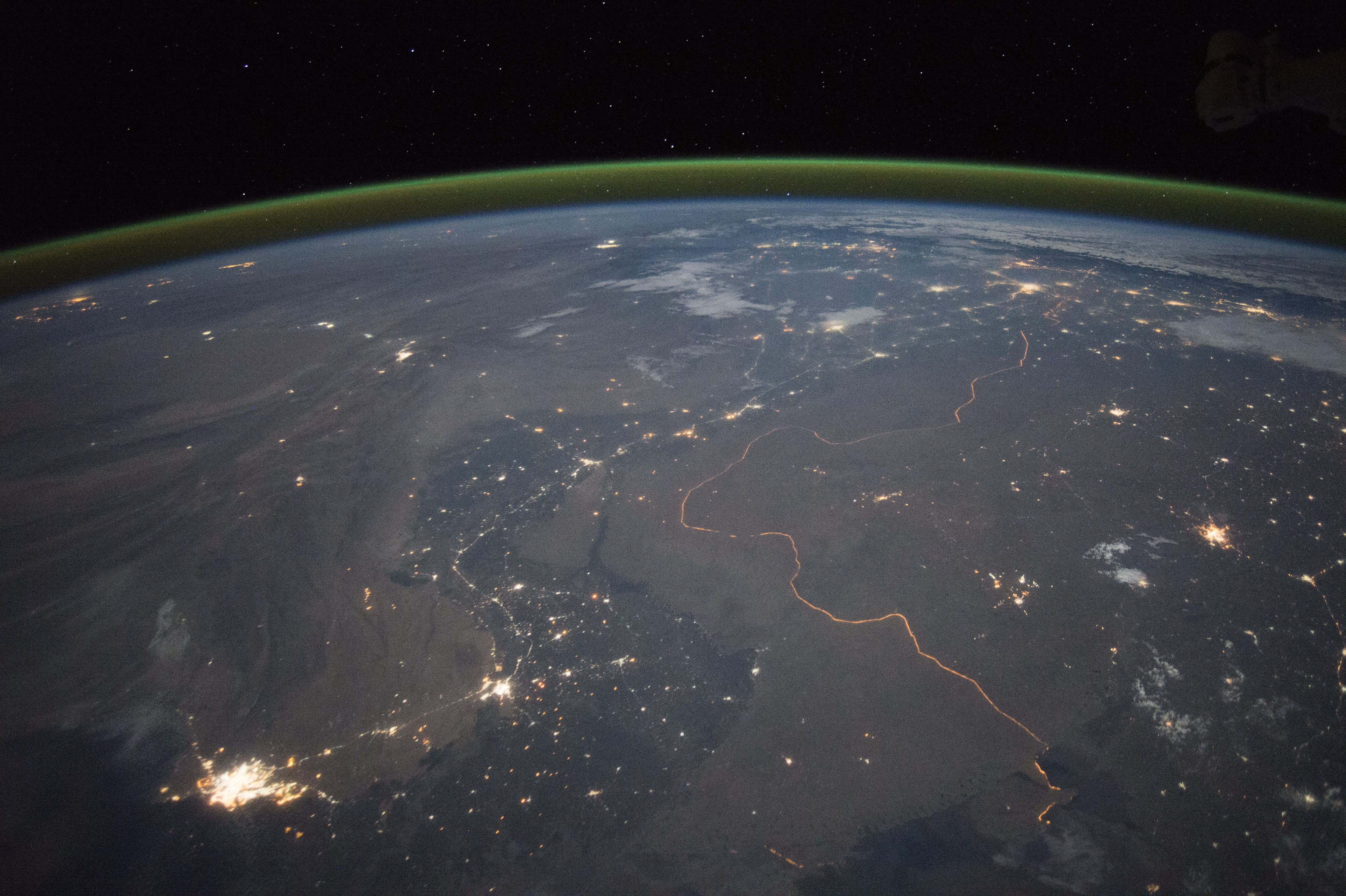
Frontera indopakistanesa de nit.
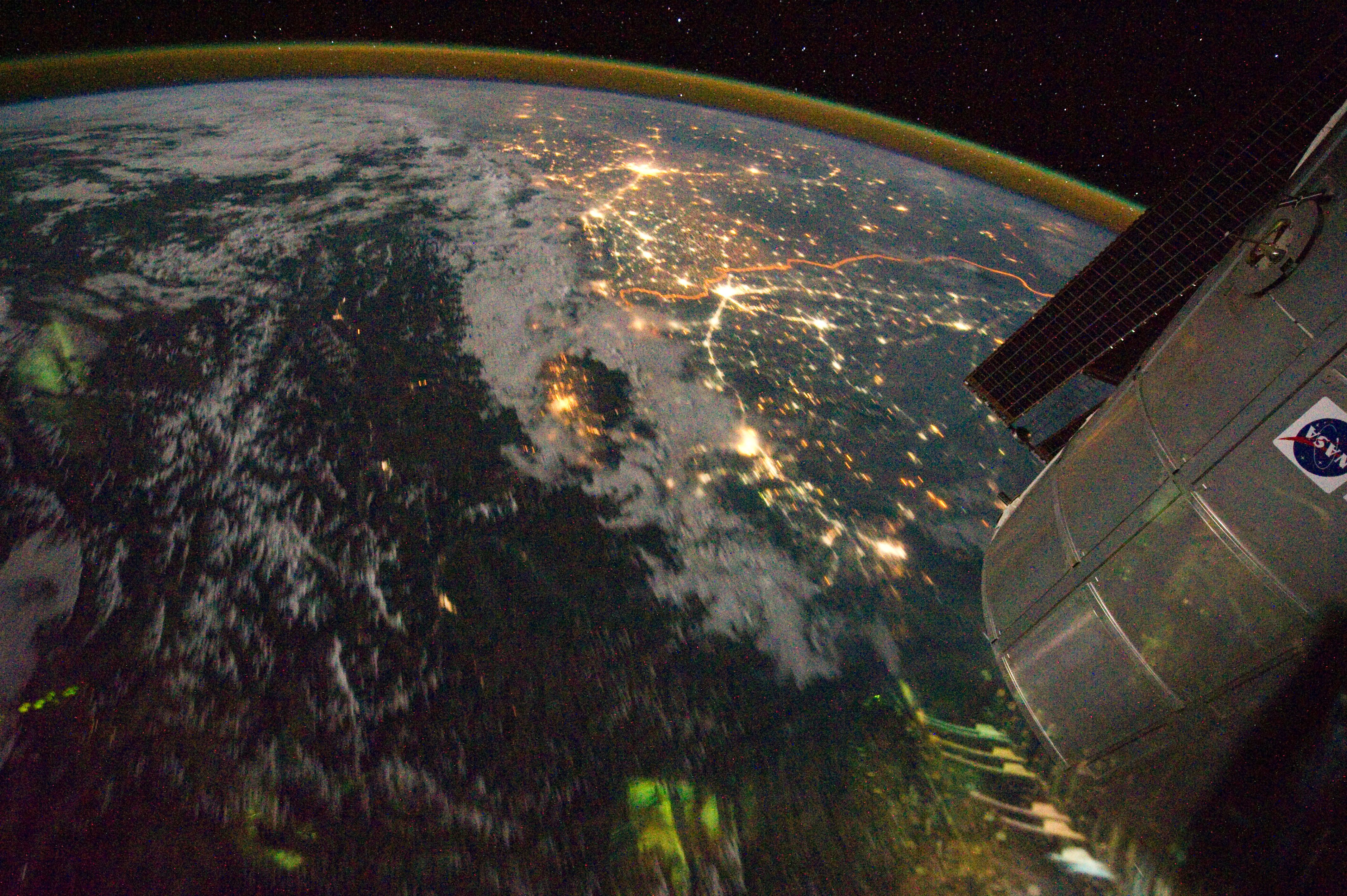
Llums d'inundació des de l'espai
Camions travessant la frontera
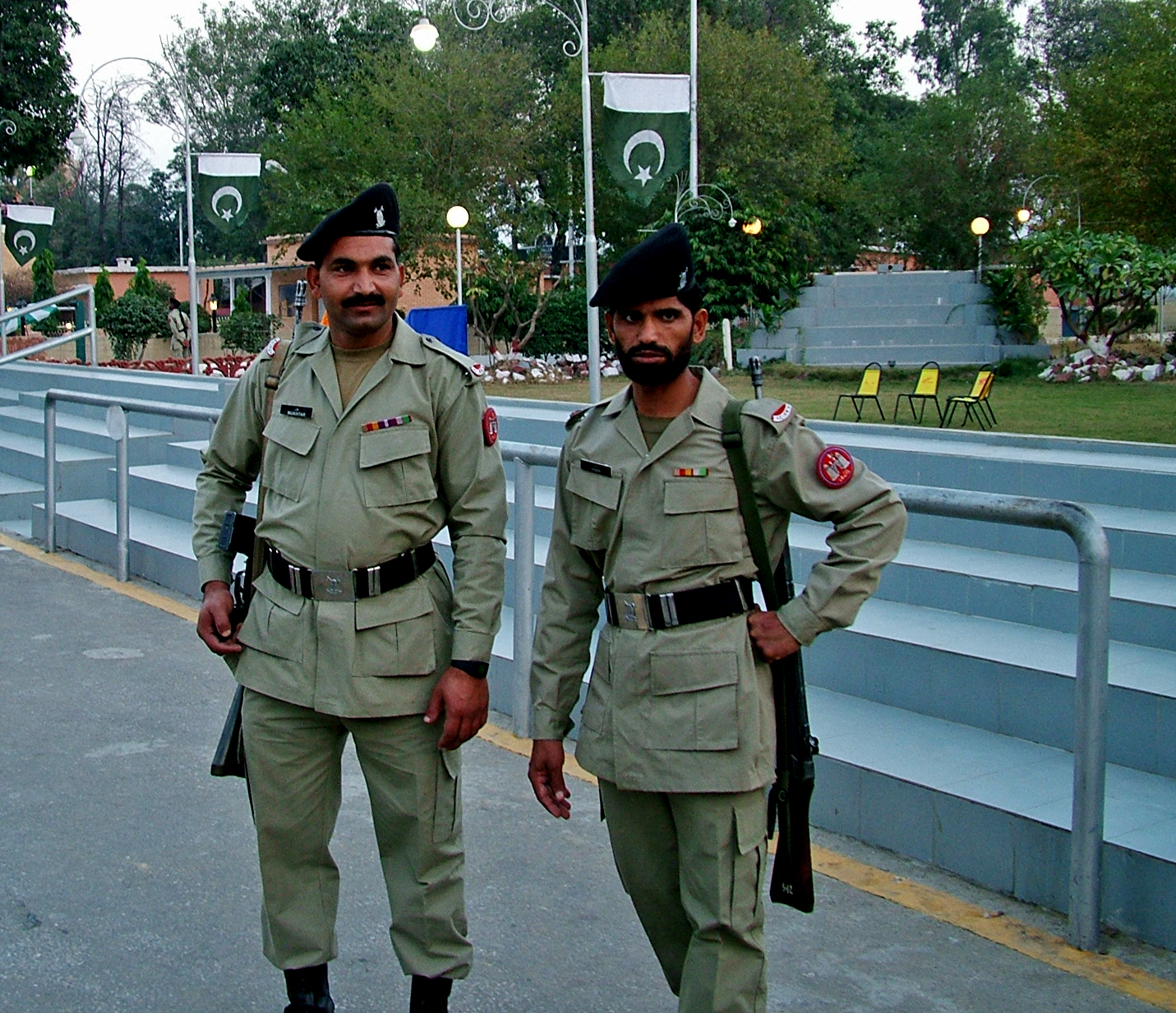
Punjab Rangers a la frontera a Wagah border.
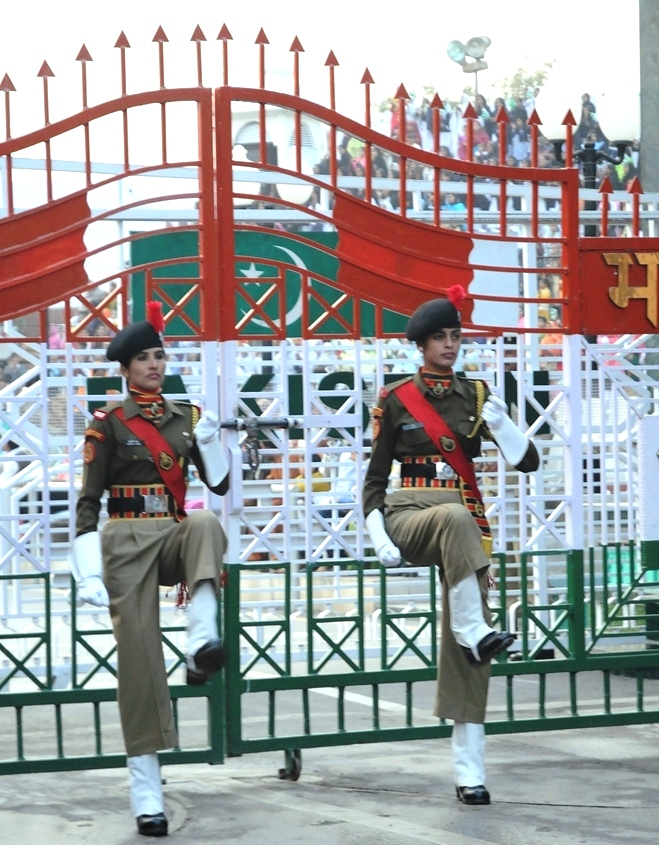
Soldats de la BSF a la cerimònia fronterera a Wagah, 2010.